# More Rockers
More Rockers ist eine Drum-and-Bass-Combo aus der englischen Stadt Bristol. Die zentralen Mitglieder der Band sind Peter D Rose und Rob Smith, die beide auch der Band Smith & Mighty angehören.
More Rockers wurde Anfang der Neunzigerjahre gegründet. Auf den Alben ist eine Vielzahl an Musikern zu hören, die zumeist aus der Musikszene Bristols stammen – so z. B. der Rapper MC Kelz, der Reggae-Sänger Nijii Forty und die Sängerin Marilyn MC Farlane.
Der Drum and Bass der More Rockers ist vom Reggae und Dub geprägt. Damit reflektiert der Sound die kulturellen Wurzeln der Bandmitglieder und die Bevölkerungsstruktur Bristols, zu der eine große jamaikanische Community zählt.